# Próby (eseje)

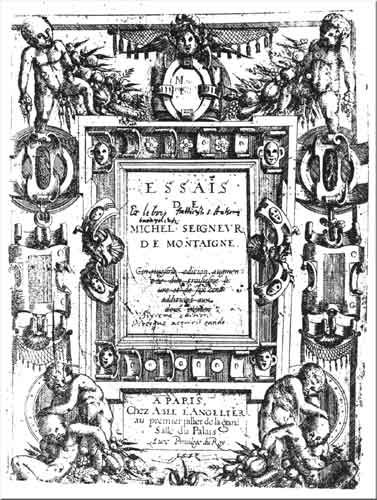
Strona tytułowa Prób

Próby (fr. Essais) – zbiór 107 esejów Michela de Montaigne’a wydany w pierwotnej wersji w dwóch tomach w 1580 w Bordeaux, potem rozszerzany (1588, Paryż – dodanie trzeciego tomu; 1595). Tytuł zbioru pochodzi od francuskiego słowa essai, co oznacza próbę, a także zmaganie.
Powszechnie Próby uważane są za pierwszy nowożytny tom szkiców, który dał podwaliny pod rozwój całego gatunku, a także za jedno z najwybitniejszych dzieł francuskiego humanizmu. Osobiste przemyślenia i niejednokrotnie subiektywną relację z własnych doświadczeń łączy tu autor z filozoficzną refleksją nad fundamentami bytu i relacji międzyludzkich. Język Prób aspiruje, co w utworze tym podkreśla zresztą sam autor, do prostoty i klarowności, zarazem jednak wielu literaturoznawców dostrzega złożoność i „wybujałość” stylu francuskiego pisarza. Próby wielokrotnie przeciwstawiane były innemu wybitnemu dziełu renesansowemu, Essays (1597) Francisa Bacona, angielskiego filozofa.
Montaigne cytuje obficie pisarzy starożytnego Rzymu i Grecji oraz pisarzy włoskich, głównie O naturze wszechrzeczy Lukrecjusza (1/16 wersów), Moralia i Żywoty sławnych mężów Plutarcha (ponad 500 cytatów i nawiązań), Senekę Młodszego, Cycerona, Diogenesa Laertiosa, Wergiliusza, Platona, Owidiusza, Liwiusza, Marcjalisa, Juwenalisa, Katullusa, Tacyta, św. Augustyna, Horacego, Herodota, Pliniusza Starszego, Lukana, Tassa.
Najsłynniejsze eseje to: Apologia Rajmunda Sebond i O kanibalach.
Próby na język polski przetłumaczył Tadeusz Boy-Żeleński (1917).